# Tachyphyle maiester
Tachyphyle maiester är en fjärilsart som beskrevs av Dyar 1914. Tachyphyle maiester ingår i släktet Tachyphyle och familjen mätare. Inga underarter finns listade i Catalogue of Life.